# رابل ستاركي
رابل ستاركي هي رواية من تأليف الكاتبة الأمريكية لويس لوري، نُشرت عام 1987. حازت على جائزة جوزيت فرانك في نفس العام.
تُعد الرواية واقعية ومؤثرة، وتتناول تحديات مرحلة المراهقة من خلال تجارب البطلة رابل ستاركي.

## ملخص الرواية
تدور القصة في بلدة صغيرة وتركز على حياة رابل، وهي فتاة صغيرة تعيش مع والدتها، سويت هوزانا، التي تعمل خادمة مقيمة في منزل عائلة غنية تُدعى بيغيلو. تقبل والدة رابل هذه الوظيفة بعد أن تخلى والد رابل عنهما، مما جعلهما في وضع مالي صعب.
تكوّن رابل علاقة وثيقة مع عائلة بيغيلو، خاصة مع فيريتي، ابنة العائلة، التي تصبح أفضل صديقاتها. ورغم الفروقات الطبقية بينهما، تجمع رابل وفيريتي صداقة عميقة ويقدمان الدعم لبعضهما البعض في مواجهة مختلف التحديات.
تتناول الرواية موضوعات الأسرة والصداقة والطبقة الاجتماعية. تصوّر الرواية صراع رابل مع هويتها والتوقعات المجتمعية المفروضة عليها. تمر رابل بمراحل من النمو الشخصي، وتواجه مشاكل عائلية، وتتفاعل مع تعقيدات علاقتها بعائلة بيغيلو، بينما تسعى جاهدة للحفاظ على إحساسها بذاتها.
مع تطور أحداث القصة، تواجه رابل قرارات صعبة وتتعلم دروسًا حياتية قيّمة حول الحب والوفاء وأهمية الدفاع عن النفس. تُعد الرواية تأملًا مؤثرًا في قوة وصمود فتاة صغيرة وهي تنضج وتواجه تعقيدات العالم من حولها.